# Троада
Троада (др.-греч. Τρωάς) — древнее название полуострова на северо-западе Малой Азии, который вдаётся в Эгейское море к югу от Мраморного моря и Дарданелл. находится напротив европейского Галлипольского полуострова (Херсонеса Фракийского). В настоящее время полуостров называется Бига (тур. Biga Yarımadası) и входит в состав провинции Чанаккале. С востока отделён от Малой Азии горным хребтом Ида, высотой до 1774 метров. В античную эпоху Троада была частью Мисии.
Ландшафт степной, хотя в южной и восточной части попадаются леса. Троаду пересекает река Скамандр, которую питают горные источники Иды.
Известен тиран Зенис, поставленный править персидским сатрапом Фарнабазом. Затем его дочь Мания и его зять Мидий (V—IV вв. до н. э.).
В IV веке до н. э. известны тираны Ментор, Мемнон и Харидем, правившие как персидские вассалы.
Одним из древнейших протогородских поселений Троады был сегодняшний Кумтепе. Затем ему на смену пришла знаменитая Троя (Илион), а в эллинистический период — Александрия Троадская, называемая в «Деяниях апостолов» просто Троадой. В регионе действовала Троадская епархия Константинопольской православной церкви.